# Tabes dorsal
El Tabes dorsal (a veces por su nombre en latín, tabes:íd. Siglo XIX - Consunción, putrefacción y dorsalis de latín dorsum: espalda. Siglo XV - reverso, envés.) es una degeneración lenta de las neuronas sensoriales, que son aquellas que portan la información de los órganos de los sentidos al sistema nervioso central. Los nervios degenerados están en los cordones dorsales (posteriores) de la médula espinal (la porción más próxima a la espalda del cuerpo). Son los nervios que normalmente trasmiten información que ayuda al mantenimiento de la sensación de posición (propiocepción), vibración y tacto discriminativo.

## Etiología
El Tabes dorsal está producido por desmielinización, en la mayor parte de los casos como resultado de una infección por Treponema pallidum, el agente causal de la sífilis.

## Síntomas
La sintomatología puede no aparecer durante algunas décadas tras la infección inicial e incluyen: debilidad, pérdida de reflejos, parestesias, lo que incluye sensaciones cutáneas mórbidas carentes de causa objetiva, dolores ardientes y punzantes y formicación (sensación como la producida por pequeños insectos andando por la piel) e hiperestesias (modalidades sensoriales, especialmente táctiles, anormalmente aumentadas), marcha tabética (ataxia locomotora), degeneración progresiva de las articulaciones, pérdida de coordinación, episodios de dolor intenso y episodios de sensación perturbada (incluye glosodinia), cambios de personalidad, demencia, sordera, déficit visual y respuestas inadecuadas a la luz (pupila de Argyll Robertson). La musculatura esquelética está hipotónica debido de la parte sensorial del arco reflejo. Los reflejos tendinosos profundos también están disminuidos o ausentes, por ejemplo, el reflejo patelar puede estar ausente (signo de Westphal).
La Tabes dorsalgia es el dolor de espalda relacionado.
La "marcha tabética" es un signo característico de una sífilis sin tratamiento en la que se escucha el estruendo de los pies al andar debido a la falta de propiocepción.

## Pronóstico
Sin tratamiento el tabes dorsalis produce parálisis, demencia y ceguera. Los daños neurológicos producidos son irreversibles.

## Epidemiología
La enfermedad es más frecuente en varones que en mujeres. La aparición tiene lugar por lo general en la mediana edad. La incidencia del tabes está aumentando, en parte debido a infecciones coasociadas al VIH. 

## Tratamiento
El tratamiento de primera elección es la penicilina intravenosa. El dolor concomitante se puede tratar con opiáceos, valproato o carbamazepina. Es indispensable que los pacientes realicen terapia física para compensar el desgaste muscular y la debilidad.

## Curiosidades
Sir Arthur Conan Doyle, autor de las novelas de Sherlock Holmes realizó su doctorado sobre el tabes dorsalis en 1885.